# Eupithecia sellia
Eupithecia sellia är en fjärilsart som beskrevs av W. Warren 1906. Eupithecia sellia ingår i släktet Eupithecia och familjen mätare. Inga underarter finns listade i Catalogue of Life.